# Utah
Utah (IPA: /ˈjuːtɔː/ vagy /ˈjuːtɑː/, kiejtéseⓘ) az Amerikai Egyesült Államok 45. állama. 1896. január 4. vették fel az unióba. Utah államában 2 736 424-en élnek, közel 80%-a él Wasatch Front mentén, Salt Lake City körül. Ezzel szemben az állam hatalmas területe majdnem lakatlan, miközben a népesség a 6. legelvárosiasodottabb az USA-ban.
Utah a leghomogénebb állam vallás szempontjából. Lakosságának 58–72%-a Az Utolsó Napi Szentek Jézus Krisztus Egyháza (közkeletű, bár az egyház által elutasított nevén mormon egyház) tagja, ezért gyakran mormon államnak is nevezik.
Az állam a szállítás, informatika és a kutatás egyik központja és jelentős turistacélpont.

## Neve
A „Utah” név az indián Ute szóból származik, jelentése hegyek emberei.

## Földrajz

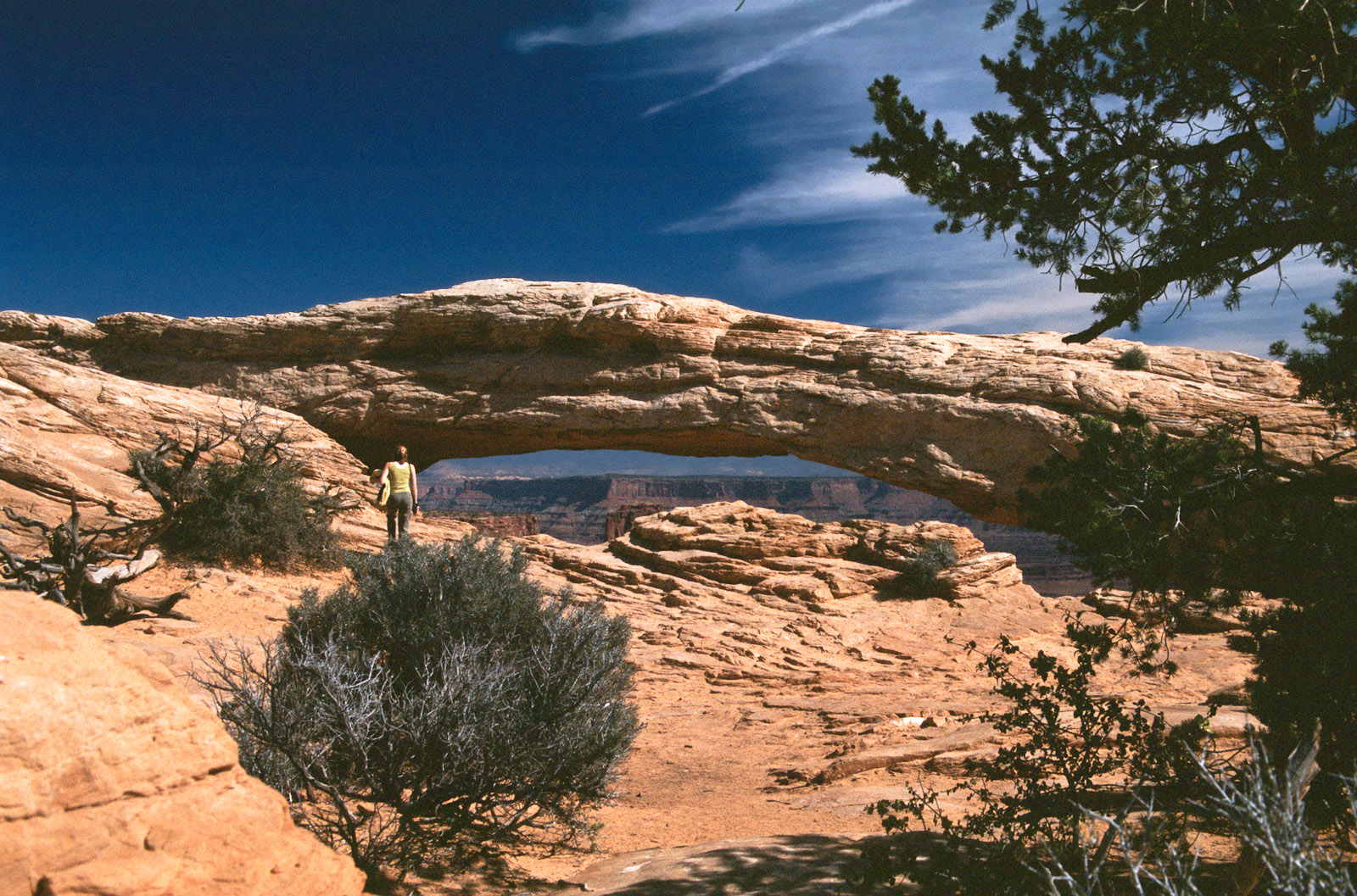
Mesa Arch

Utah-t Arizona határolja délen, Colorado keleten, Wyoming északkeleten, Idaho északon és Nevada nyugaton; kis területen Új-Mexikóval is határos.
Utah földrajzi szempontból nagyon diverz állam. Ezt annak köszönheti, hogy három különböző geológiai formáció találkozásánál foglal helyet: Sziklás-hegység, Nagy-medence és Colorado-fennsík. Területén egyaránt megtalálhatók száraz sivatagok és dús hegyi fenyőerdők.
Utah az úgynevezett Négysarok régió egyik állama. Továbbá egyike azon három államnak (Colorado és Wyoming mellett), amelyek határait hosszúsági és szélességi vonalak alkotják.

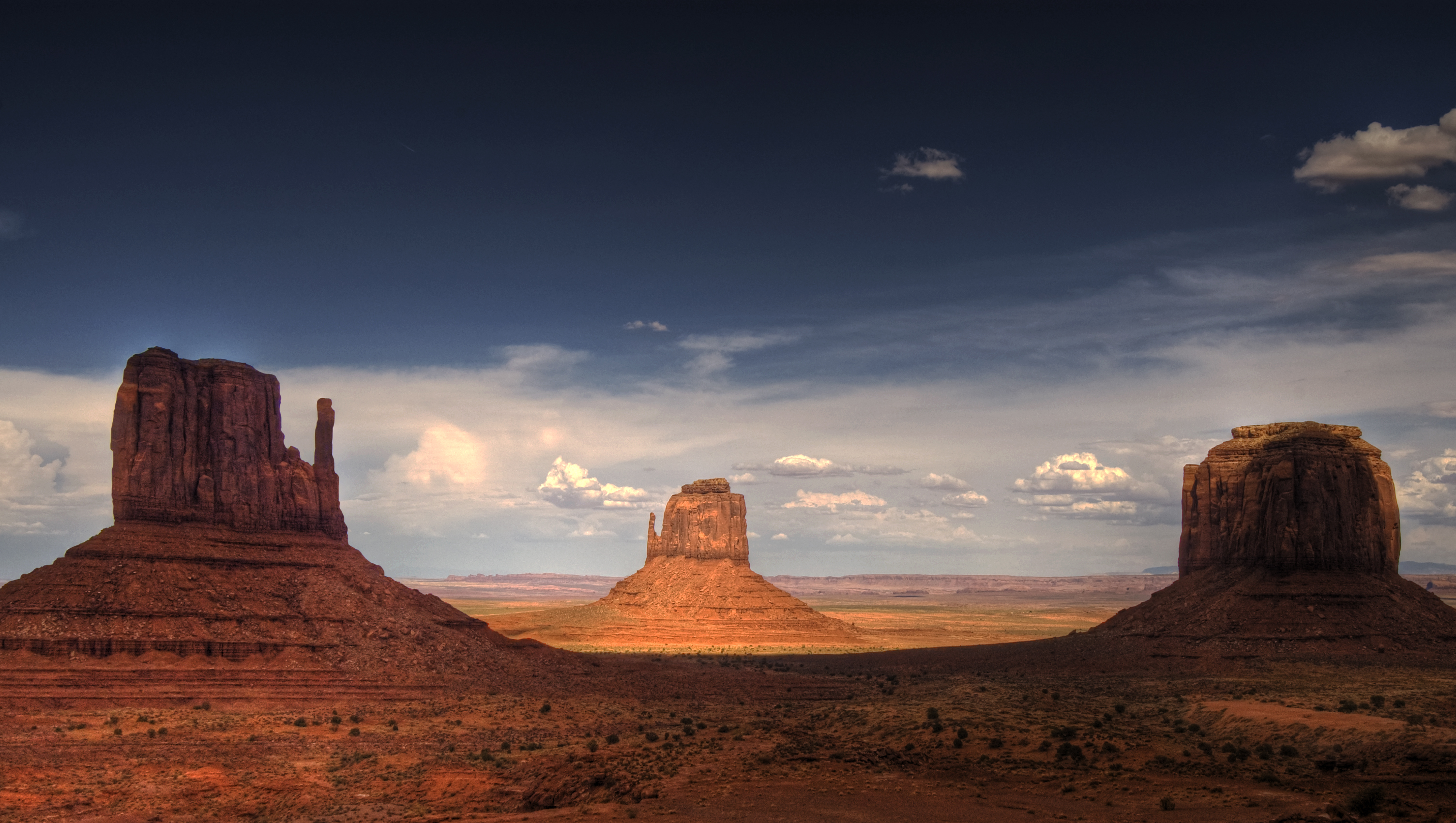
Monument Valley

Az állam északi harmadának középső részén észak-déli irányban a Wasatch-hegység húzódik, amelynek magassága megközelíti a 3700 métert. Az állam északkeleti részén az Uinta-hegység húzódik kelet-nyugati irányban, amelynek magassága a 4000 métert is meghaladja. Itt található Utah legmagasabb pontja, a Kings Peak (4123 m). A Wasatch-hegység nyugati lábánál található az úgynevezett Wasatch Front, ami völgyek és medencék rendszere. Itt él az állam lakosságának nagy része.
Utah nyugati régiója nagyrészt sivatag. Itt található a Bonneville sós síkság, valamint a Nagy-sóstó és más tavak, amelyek valamennyien az ősi Bonneville-tó maradványai, ami egykor a Nagy-medence keleti részét borította.
Utah déli és délkeleti részének látványos formációit homokkő alkotja. Ezt vájta ki mellékfolyóival a Colorado, létrehozva ezáltal az ország egyik leglátványosabb vidékét. Az eső és a szél szintén részt vett a lágy homokkő formálásában az évmilliók alatt.

## Történet

### Az európai betelepülés előtt
A mai Utah területét évezredekkel az első európai felfedezők érkezése előtt ősi pueblo és fremont törzsek lakták, akik helyhez kötött életet éltek. Ezek a 15. században eltűntek e vidékről. Egy másik törzs a navahó volt, ami a 18. század környékén jelent meg ezen a területen. A 18. század közepén öt másik törzs is megjelent, köztük a sosonok és az ute indiánok.

### Spanyol felfedezés
1540-ben Francisco Vázquez de Coronado vezetésével Utah déli részét a spanyolok fedezték fel. 1776-ban egy csoport, amit két katolikus pap vezetett, elindult Santa Fe városából, hogy utat találjon Kalifornia partjaihoz. Az expedíció elérte északon Utah Lake vidékét és találkozott az őslakosokkal. A spanyolok további expedíciókat szerveztek a térségben, de kolonizálni nem akarták azt a táj sivatagos jellege miatt. 1821-ben Mexikó elnyerte függetlenségét Spanyolországtól. Ettől az időponttól kezdve a terület Mexikó részét képezte.
A 19. század első felében kanadai és egyesült államokbeli vadászok és prémkereskedők fedezték fel a térség egyes részeit. Jim Bridger volt az első angolul beszélő ember, aki 1824-ben megpillantotta a Nagy-sóstavat. A víz magas sótartalma miatt kezdetben azt hitte, hogy a Csendes-óceánra bukkant. A tó felfedezése után kanadai és amerikai prémvadászok százai létesítettek kereskedőállomásokat a térségben. Az 1830-as években nyugatra tartók ezrei haladtak keresztül a vidéken.

### Az utolsó napi szentek letelepülése

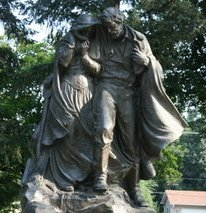
Az elhunyt pionírok emlékműve, Winter Quaters

1844-ben Joseph Smith halálát követően Brigham Young lett az utolsó napi szentek vezetője. A fokozódó konfliktusok miatt Young és követői elhagyták illinoisi otthonukat és nyugat felé indultak.
1847. január 14-én Brigham Young elnök közölte a szentekkel azt, amit az Úrtól kapott kinyilatkoztatásként. Ez a kinyilatkoztatás lett nyugatra vándorlásuk alapszabálya. Az általános viselkedési normákhoz sajátos szabályok is járultak, így minden férfi köteles volt csőre töltött puskát hordani magával vagy a kocsiján, hogy támadás esetén egy pillanat alatt elő tudja venni. Éjszakára a szekereket kör alakban helyezték el, karámot formálva a marháknak és a lovaknak. Sabbat napon nem volt szabad utazni és dolgozni. A reggeli és esti ima általános gyakorlat volt a táborban.
Brigham Young és az első mormon telepesek 1847. július 24-én érték el Salt Lake Valleyt. A következő 22 év során több mint 70 000 telepes kelt át a prérin és lelt új hazára Utahban. A letelepedést követő első években Young és társai a túlélésért küzdöttek a száraz sivatagi tájon. A vidéket megfelelőnek tartották arra, hogy vallásukat gyakorolják, távol mindenféle háborgatástól.
A mormonok betelepítő munkájának minőségéről F. S. Dellenbaugh, a Nyugat betelepítésének nagy ismerője így ír: „El kell ismerni, a mormonok a vadon meghódítását magas fokon művelték. Nemcsak feltörték a szűzföldet, hanem folyamatosan művelték azt: szeszfőzés és szerencsebarlangok helyett, fejlődésüknek szegletköveként, és a bennszülötteknek mutatandó példaként a fehér ember fölényéről, a mormonok gyümölcsösöket, kerteket ültettek, farmokat, iskolákat és békés otthonokat építettek.”
A mormon települések kiindulási pontként szolgáltak az úttörők nyugati terjeszkedése számára. Young expanzionista nézeteket vallott. Az általuk benépesített területet Deseretnek hívták, ami A Mormon könyve szerint egy ősi szó, melynek jelentése „mézelő méh”. Ezt szimbolizálja az állam zászlóján látható méhkaptár és az állam mottója is.
1846-ban a mexikói–amerikai háború során az Egyesült Államok megszerezte Új-Mexikó és Kalifornia területeit. Az első telepesek érkezése idején, 1847-ben Utah mexikói terület volt. 1848-ban az egész délnyugat az Egyesült Államok része lett. Utah telepesei egy ambiciózus terv részeként állami státuszért folyamodtak, melynek célja Deseret Állam megalapítása volt.
Az 1850-ben létrejött új terület, amely a Utah Terület (Utah Territory) nevet kapta, jóval kisebb méretű lett, mint a javasolt Deseret Állam, azonban még így is nagyobb, mint Utah állam mai területe, és magában foglalta a mai Nevada egészét, valamint Wyoming és Colorado egyes részeit. 1856-ban Salt Lake City lett a főváros az addigi Fillmore helyett.
1857 szeptemberében a Utah területi milícia meggyilkolt mintegy 120 amerikai telepest, akik Arkansasból Kaliforniába tartottak. A tragédia a Mountain Meadows-i mészárlás néven lett ismert.

Kelet és nyugat kezet fog egymással az első transzkontinentális vasútvonal utolsó síndarabjának lefektetése után (Promontory, Utah)

Salt Lake City volt az utolsó láncszeme az első transzkontinentális távírónak, amit 1861 októberében fejeztek be. Abraham Lincoln mellett Brigham Young volt az egyik első személy, aki üzenetet küldött rajta.
1865-ben kezdődött a terület történetének legvéresebb összecsapása, ami a Black Hawk háború (Black Hawk War) néven ismert. A konfliktusban az Antonga Black Hawk által vezetett ute indiánok harcoltak a szövetségi és mormon erők ellen. Antonga Black Hawk 1870-ben vesztette életét, de a harcok 1872-ig folytatódtak, amikor a szövetségi csapatoknak sikerült elfojtaniuk a Szellemtánc mozgalmat.
1869. május 10-én a Nagy-sóstótól északra fekvő Promontory Summitnál befejeződött az első transzkontinentális vasútvonal építése. A vasútnak köszönhetően a terület népessége megnőtt, és számos befolyásos üzletember gazdagodott itt meg.
Az 1870-es és 1880-as években a többnejűséget büntető törvényeket fogadtak el. Az Utolsó Napi Szentek Jézus Krisztus Egyháza 1890-es kiáltványában végül betiltotta a poligámiát. Ez lehetővé tette, hogy Utah állammá váljon, ugyanis az állammá válás egyik feltétele, hogy a poligámia tilalma az állam alkotmányában szerepeljen. 1896. január 4-én hivatalosan megalakult Utah állam.

## Népesség

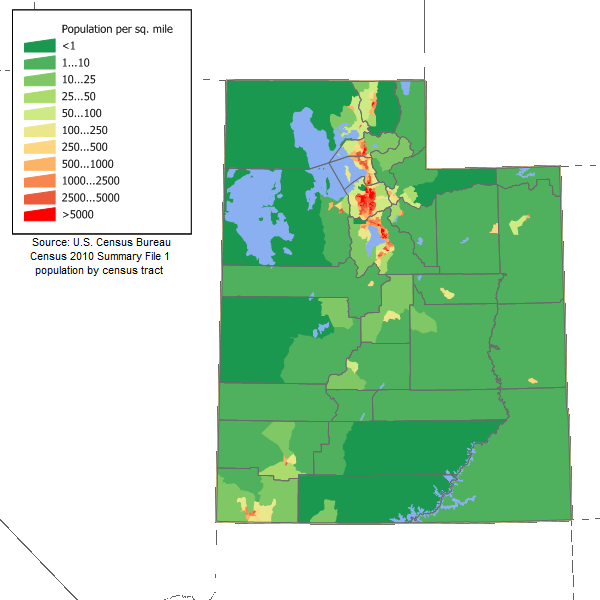
Utah népsűrűségi térképe

2015. július elsején az állam lakossága 2 995 919 fő volt, ami 8,4%-os növekedést jelent a 2010-es adathoz képest.
2000–2005-ben a utahi St. George volt az Egyesült Államok leggyorsabban növekvő világvárosi területe.

### Vallás
A Utah államban lakók 72%-a Az Utolsó Napi Szentek Jézus Krisztus Egyházának tagja (mormon) a 2006. évi statisztikák szerint.

### Legnagyobb városok

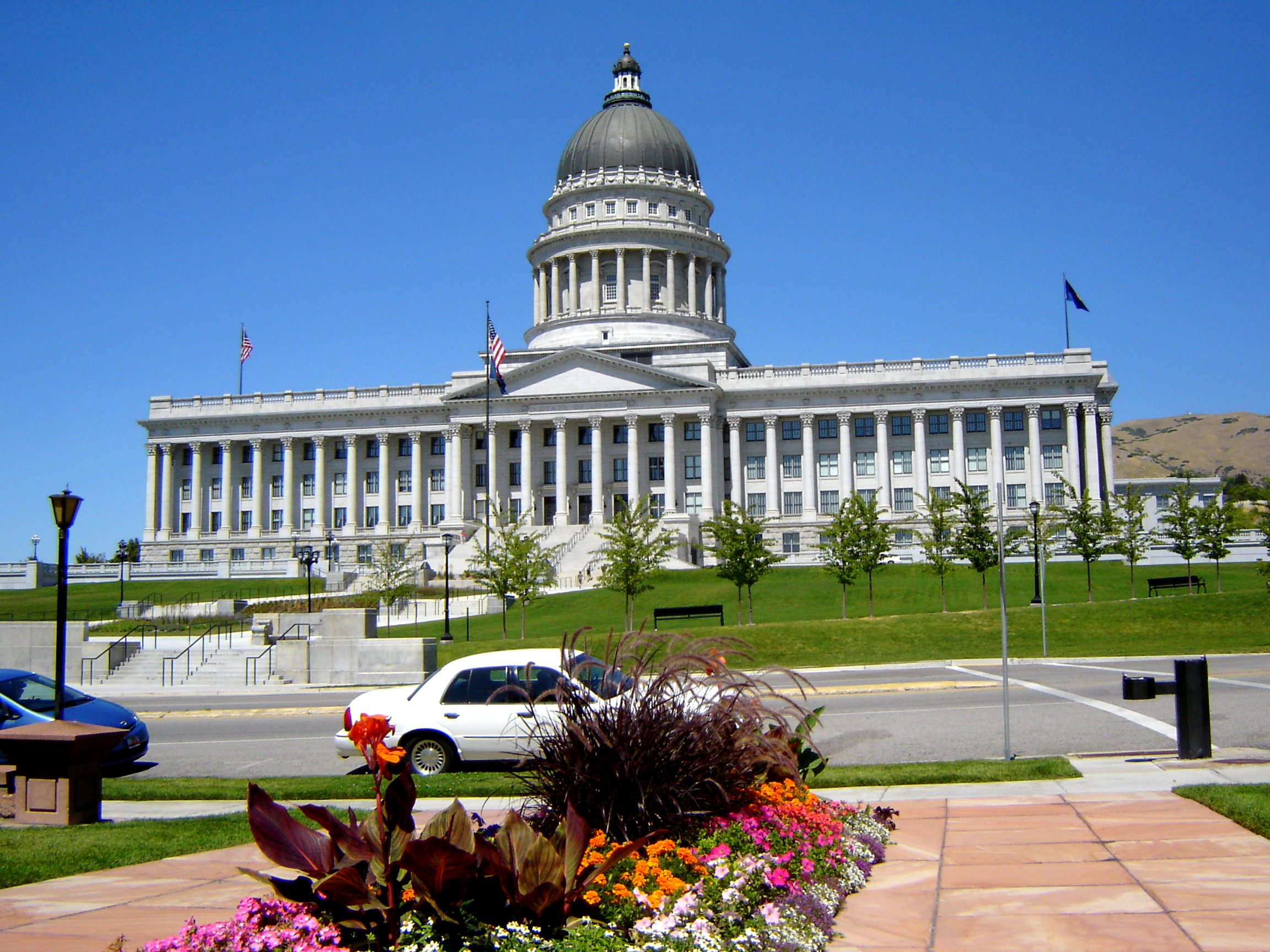
Utah állam Capitoliuma Salt Lake Cityben

|     | Város            | Megye            | Népesség (2010, fő) |
| --- | ---------------- | ---------------- | ------------------- |
| 1.  | Salt Lake City   | Salt Lake megye  | 186 440             |
| 2.  | West Valley City | Salt Lake megye  | 129 480             |
| 3.  | Provo            | Utah megye       | 112 488             |
| 4.  | West Jordan      | Salt Lake megye  | 103 712             |
| 5.  | Orem             | Utah megye       | 88 328              |
| 6.  | Sandy            | Salt Lake megye  | 87 461              |
| 7.  | Ogden            | Weber megye      | 82 825              |
| 8.  | St. George       | Washington megye | 72 897              |
| 9.  | Layton           | Davis megye      | 67 311              |
| 10. | Taylorsville     | Salt Lake megye  | 58 652              |

## Közigazgatás
Az állam 29 megyére oszlik.

## Gazdaság
Utah állam bruttó hazai terméke 2012-ben 130,5 milliárd amerikai dollár volt, ami az Egyesült Államok teljes az évi bruttó hazai termékének 0,87%-át tette ki. Az egy főre eső bevétel 45 700 dollár volt. Az állam jelentős iparágai között szerepel a bányászat, marhatenyésztés, sótermelés és kormányzati szolgáltatások. Az állam keleti részén jelentős a kőolajtermelés. Salt Lake City közelében olajfinomítók működnek. Az állam központi területein a bányászat nagy részét a szénbányászat teszi ki.
Utah államban fontos gazdasági ág a turizmus. Területén öt nemzeti park található, ami az egy államban található nemzeti parkok számát tekintve a harmadik helyet jelenti Alaszka és Kalifornia után.

## Nevezetességek
Utah állam déli részén olyan látványos tájak találhatók, mint a több száz méter magas függőleges vörös sziklafalakkal határolt, Virgin folyó által formált Zion Nemzeti Park, a több ezer sziklatűjéről ismert, 2500–3000 méteres magasságban fekvő Bryce Canyon Nemzeti Park, az ország egyik legnagyobb mesterséges tava, a Powell-tó a világ legnagyobb sziklaívével (Rainbow Bridge), a western filmekből jól ismert Monument Valley, az óriási sziklaíveiről ismert Arches National Park, a Colorado folyó mély, vörös kanyonos részeivel tarkított Canyonlands Nemzeti Park, és a napi max. 20 fő által látogatható The Wave sziklaformáció a Paria Canyonban.

## Fordítás
Ez a szócikk részben vagy egészben  az   Utah című angol Wikipédia-szócikk ezen változatának fordításán alapul.  Az eredeti cikk szerkesztőit annak laptörténete sorolja fel. Ez a jelzés csupán a megfogalmazás eredetét és a szerzői jogokat jelzi, nem szolgál a cikkben szereplő információk forrásmegjelöléseként.